# Rio Verde de Mato Grosso
Rio Verde de Mato Grosso, amtlich Município de Rio Verde de Mato Grosso, ist eine Stadt im brasilianischen Bundesstaat Mato Grosso do Sul in der Mesoregion Central-Nord in der Mikroregion Alto Taquari.

## Geografie

### Lage
Die Stadt liegt 204 km von der Hauptstadt des Bundesstaates (Campo Grande) und 1016 km von der Landeshauptstadt (Brasília) entfernt. Nachbarstädte sind Coxim, São Gabriel do Oeste, Rio Negro, Aquidauana und Corumbá.

### Gewässer
Die Stadt steht unter dem Einfluss des Rio Paraná, der zum Flusssystem des Río de la Plata gehört.
Die wichtigsten Flüsse sind: 
- Rio Coxim
- Rio Negro: linker Nebenfluss des Río Paraguay
- Rio Negrinho
- Rio Novo
- Rio Taquari
- Rio Taquarizinho
- Rio Verde: Nebenfluss des Río Paraná

### Vegetation
Das Gebiet ist ein Teil der Cerrados (Savanne Zentralbrasiliens).

### Klima
In der Stadt herrscht tropisches Klimas (Aw). Die durchschnittliche Temperatur liegen zwischen 20 °C und 24 °C. Es fällt zwischen 1000 und 1500 mm Niederschlag jährlich.

## Verkehr
In der Stadt mündet die Landesstraße MS-427 auf die BR-163.

## Durchschnittseinkommen und HDI
Das Durchschnittseinkommen lag 2011 bei 14.276 Real, der Index der menschlichen Entwicklung (HDI) bei 0,673.